# پرچین سفلی
پرچین سفلی روستایی است که در استان اردبیل، شهرستان گرمی، بخش موران، دهستان آزادلو قرار دارد.

## جمعیت
بر اساس سرشماری سال ۱۳۸۵ جمعیت این روستا ۶۰۵ نفر با ۱۱۴ خانوار بوده‌است. بیشتر درآمد مردم کشاورزی به صورت دیم و دامداری هست. افراد با سواد زیادی تحویل جامعه داده‌است
و دارای مدارس ابتدایی، راهنمایی پسرانه، پانسیون آموزشی دخترانه، دبیرستان پسرانه و دخترانه است.
روستای پرچین سفلی بیشترین مزارع کشاورزی را در شهرستان گرمی داراست؛ و نیازمند مهار آب‌های جاری و رودخانه‌های اطراف، به صورت سد و استخر و توجه دولت و مسئولین است.